# Deep River (dal)
A Deep River egy amerikai afroamerikai spirituálé. Henry Burleigh tette népszerűvé az 1916-os Jubilee Songs of the USA című gyűjteményben. A dal nyomtatásban először 1876-ban jelent meg a The Story of the Jubilee Singers: With Their Songs című kiadványban.

## Híres felvételek
- Marian Anderson
- Paul Robeson
- Tommy Dorsey
- Adelaide Hall
- Deep River Boys
- Odetta
- Johnny Mathis
- Roger Wagner
- Barbra Streisand
- Bobby Womack
- Wings Over Jordan Choir
- Beverly Glenn-Copeland
- Rhiannon Giddens & Lizz Wright (duett)

Magyarul Zúgj hullám címmel szokták énekelni. (Magyar szöveg: Horváth Ádám ?)

## Filmek
Számos filmben énekelték, köztük a Show Boat című film 1929-es verziójában, a National Lampoon's Vacation című filmben; Paul Robeson − egy férfikórus kíséretével − 1940-ban a The Proud Valley című filmben.